# アデル・ゴールドバーグ
アデル・ゴールドバーグ (Adele Goldberg, 1945年7月22日 - ) は、アメリカ合衆国の計算機科学者。
1970年代にゼロックスパロアルト研究所(PARC)の研究者としてプログラミング言語Smalltalk-80やオブジェクト指向プログラミングに関するさまざまな概念の開発に参加した。 

## 経歴
オハイオ州クリーブランドで生まれ、イリノイ州シカゴで育った。 アナーバーのミシガン大学で数学の学士号を、シカゴ大学で情報科学の修士号を取得。1973年にシカゴ大学で情報科学の博士号を取得。 スタンフォード大学で研究員として勤務しながら、「コンピュータ支援教育：定理証明の適応応答分析への応用」という論文を完成させた 。また、スタンフォード大学の客員研究員も務めた。 
ゴールドバーグは、1973年にPARCで研究室および研究助手として働きはじめ、最終的にはシステム・コンセプト研究所のマネージャーとなり、アラン・ケイらとともにSimula 67のオブジェクト指向のアプローチを発展させ、グラフィックディスプレイ画面上でウィンドウを重ね合わせるプログラミング環境を導入したSmalltalk-80を開発した。Smalltalkの革新的なフォーマットは使いやすいだけでなく、カスタマイズが可能で、アプリケーション間でオブジェクトを最小限の労力で転送することができた 。 ゴールドバーグとケイは、ソフトウェア設計で一般的に使用されるデザインパターンの前身であるデザインテンプレートの開発にも携わった。 
ケイとともに、ゴールドバーグは影響力のある論文「パーソナル・ダイナミック・メディア」を執筆し、一般の個人がノートパソコンを使って個人のメディアを交換、変更、再配布する世界を予測した。 この論文は、Dynabookのビジョンを概説したものである。 
1984年から1986年までACMの会長を務め、1987年にはアラン・ケイ、ダン・インガルス (英語版) とともにACMソフトウェア・システム賞を受賞し、Forbesの「Twenty Who Matter」にも選出された。 また、1996年にはPC Magazineの特別功労賞を受賞した。 1994年には、ACMフェローに選出された
ゴールドバーグと彼女のチームがPARCで開発したコンセプトの多くは、以前のコマンドラインベースのシステムに代わって、グラフィカルベースのユーザー・インタフェースの基礎となった。 ゴールドバーグによると、 スティーブ・ジョブズはSmalltalkシステムのデモンストレーションを要求したが、ゴールドバーグはそれを拒否した。 上司は最終的に彼女にそうするように令じたが、その時点で彼女はジョブズと彼のチームに「なんでもかんでも譲る」という決定を下したのは自分達の責任であると納得し、それに応じた 。 アップルは最終的に、Altoのアイデアの多くとその実装を、アップルMacintoshのデスクトップ環境の基礎として使用した。 
1988年、ゴールドバーグはPARCを離れ、Smalltalkベースのアプリケーションの開発ツールを開発するParcPlace Systemsを共同設立した。 1995年にDigitalkと合併するまで、ParcPlace Systemsの会長兼CEOを務めた 。 
彼女は、1999年にカリフォルニア州 パロアルトのインターネットサポートプロバイダであるNeometron、Inc.共同設立し、現在も勤務している。 彼女はBulliticsで働いている 。 同時に、教育にも興味を持ち続け、米国のコミュニティカレッジや海外の学校でコンピュータサイエンスコースのコースを作成している。 また、科学教育のためのマルチメディア・ソフトウェアを提供するCognito Learning Mediaの理事会メンバーであり、アドバイザーでもある。
コンピューター歴史博物館には、ゴールドバーグがSmalltalkの開発に携わった際の資料、報告書、出版物、ビデオテープなどが展示されている 。

## 主な出版物
- Smalltalk-80: 言語詳解 (David Robson共著), Addison-Wesley, 1983, ISBN 0-201-11371-6 (絶版; Smalltalkピープルからブルーブックと呼ばれている)
- Smalltalk-80: 対話形プログラミング環境, Addison-Wesley, 1984, ISBN 0-201-11372-4 (オレンジブック)
- Smalltalk-80: The Language (with David Robson), Addison-Wesley, 1989, ISBN 0-201-13688-0 (パープルブック (ブルーブックの改訂版))